# Tylimanthus pusillus
Tylimanthus pusillus là một loài rêu trong họ Acrobolbaceae. Loài này được Steph. mô tả khoa học đầu tiên năm 1916.